# Kamerun na Letnich Igrzyskach Olimpijskich 1980
Kamerun na Letnich Igrzyskach Olimpijskich 1980 reprezentowało 25 zawodników (22 mężczyzn i 3 kobiety), którzy nie zdobyli medalu. Był to piąty start reprezentacji Kamerunu na letnich igrzyskach olimpijskich.

## Skład kadry

### Boks
Mężczyźni
- Joseph Ahanda - waga kogucia - 9. miejsce
- Jean-Paul Nanga-Ntsah - waga półciężka - 9. miejsce
- Jean-Pierre Mbereke-Baban - waga piórkowa - 17. miejsce
- Paul Kamela - waga lekkopółśrednia - 17. miejsce

### Judo
Mężczyźni
- Henri-Richard Lobe - waga średnia - 7. miejsce
- Maurice Nkamden - waga lekka - 12. miejsce
- Essambo Ewane - waga półciężka - 13. miejsce
- Philippe Simo - waga półśrednia - 17. miejsce
- Gerard Tom-Tam - waga półlekka - 19. miejsce

### Kolarstwo
Mężczyźni
- Nicolas Owona - kolarstwo szosowe (wyścig indywidualny ze startu wspólnego) - nie ukończył
- Joseph Kono - kolarstwo szosowe (wyścig indywidualny ze startu wspólnego) - nie ukończył
- Joseph Evouna - kolarstwo szosowe (wyścig indywidualny ze startu wspólnego) - nie ukończył
- Thomas Nyemeg - kolarstwo szosowe (wyścig indywidualny ze startu wspólnego) - nie ukończył
- Nicolas Owona, Joseph Kono, Toussaint Fouda, Charles Bana - kolarstwo szosowe (jazda drużynowa na czas) - 22. miejsce

### Lekkoatletyka
Mężczyźni
- Grégoire Illorson - 100 m - odpadł w półfinałach
- Grégoire Illorson - 200 m - odpadł w eliminacjach

Kobiety
- Cécile Ngambi - pięciobój - 17. miejsce
- Ruth Enang Mesode - 100 m, 200 m - odpadła w eliminacjach
- Agnès Tchuinté - rzut oszczepem - odpadła w eliminacjach

### Zapasy
Mężczyźni
- Victor Kede Manga - 62 kg (styl wolny) - odpadł w eliminacjach
- Victor Koualaigue - 68 kg (styl wolny) - odpadł w eliminacjach
- Isaie Tonye - 74 kg (styl wolny) - odpadł w eliminacjach
- Zachée N'Dock - 82 kg (styl wolny) - odpadł w eliminacjach
- Jean-Claude Biloa - 90 kg (styl wolny) - odpadł w eliminacjach
- Bourcard Binelli - do 100 kg (styl wolny) - odpadł w eliminacjach